# جورج فورست
جورج فورست (بالإنجليزية: George Forrest (botanist))‏ (و. 1873 – 1932 م) هو مستكشف، وعالم نبات، وجامع (مقتنيات) من المملكة المتحدة .
توفي في يونان ، عن عمر يناهز 59 عاماً.